# Modrogończyk wędrowiec
Modrogończyk wędrowiec (Syntarucus pirithous, Leptotes pirithous, Syntarucus telicanus) – gatunek owada z rzędu motyli z rodziny modraszkowatych (Lycaenidae), motyl dzienny.
Wygląd
Rozpiętość skrzydeł 2–3 cm. Samce fioletowoniebieskie, samice brązowe i niebieską smugą pośrodku skrzydeł. Spód szarobrązowy z białymi liniami. Zielona gąsienica. Tylne skrzydła zakończone są małymi ogonkami.
Pożywienie
Ołownica, lucerna, rośliny motylkowate.
Występowanie
Południe Europy, Azja, północ Afryki.